# Vera icon

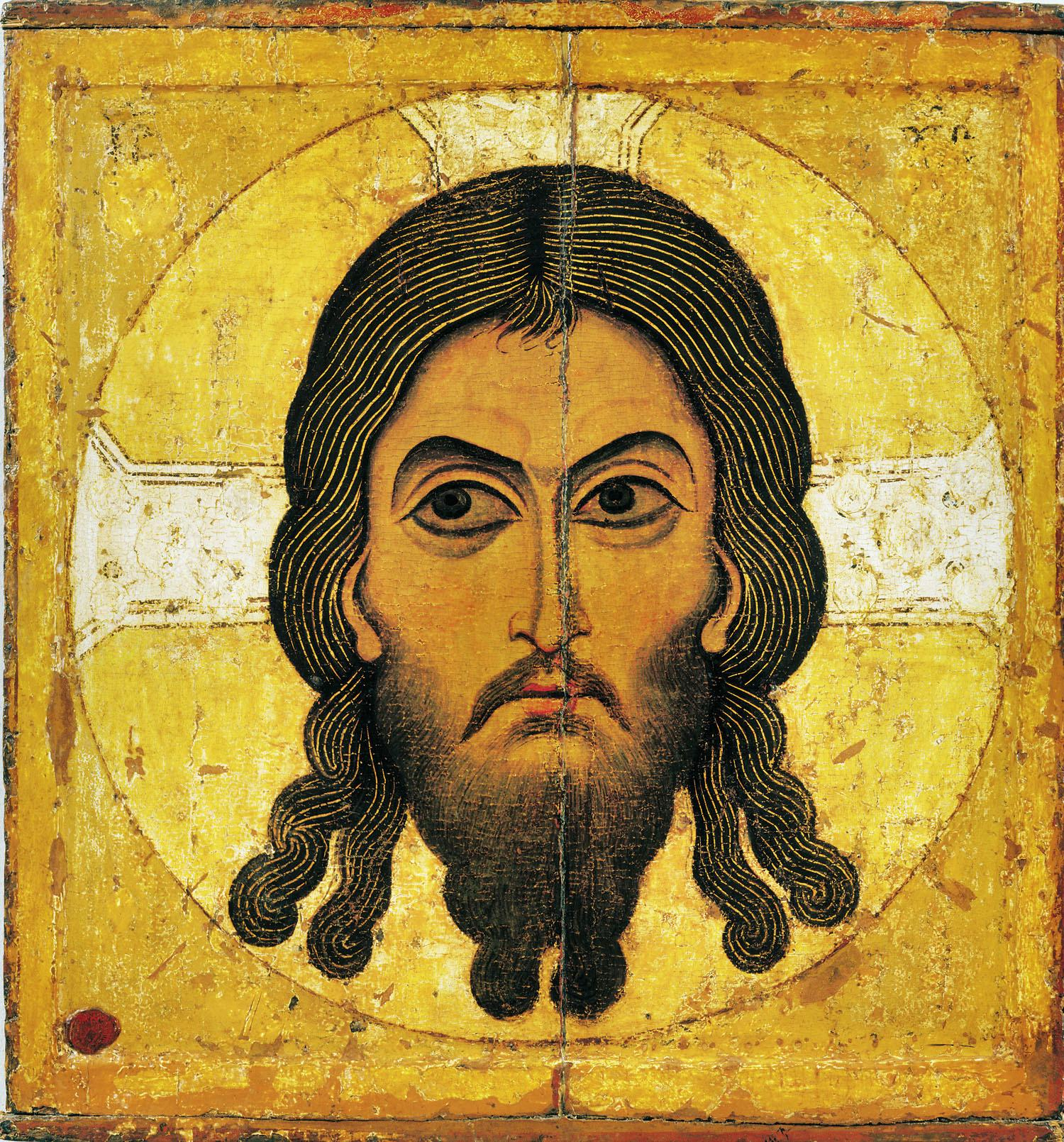
Icono Christos Acheiropoietos de la escuela de Nóvgorod, ca. 1100. También está pintado por la parte posterior

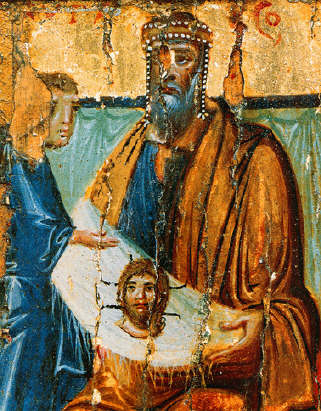
Detalle del panel lateral de un tríptico del conservado en el monasterio de Santa Catalina del Monte Sinaí, que representa al rey Abgar con el Mandylion.

Vera icon (en latín y griego, «verdadera imagen»), non manufactum (en latín, «no realizado manualmente»), achiropiite, achiropita, acheiropoietos, acheiropoieta o aquiropoeta (en griego, «no realizado manualmente») son denominaciones que se dan a ciertas reliquias del cristianismo que, según distintas tradiciones piadosas o leyendas, se consideran verdaderas imágenes de Cristo porque habrían sido ejecutadas milagrosamente, no siendo, por tanto, obras de arte realizadas por la mano del hombre. El concepto, que tiene claros precedentes en la religión grecorromana, se fue desarrollando en los primeros siglos del Imperio bizantino hasta encontrar su conformación definitiva en el contexto de los debates entre iconoclastas e iconódulos, por parte de estos últimos, como justificación de su postura.
El número de estas imágenes, y su consideración de obras genuinas, copias o falsificaciones varía según los autores y es objeto de debate; en todo caso la aplicación de criterios racionalistas para su comprensión no era propia del cristianismo medieval, cuando el concepto de originalidad era muy distinto: las virtudes atribuidas a reliquias e imágenes se consideraban transmisibles por «contacto» a sus copias, donde quedaban «impresas» (brandea) o se multiplicaban al doblarlas (tetradiplon); los criterios de conservación y restauración eran muy laxos y no había demasiados reparos en cuanto a manipularlas, embellecerlas y repintarlas. Muchas ciudades e instituciones religiosas pretenden poseer alguna de ellas; y su historia es intrincadísima, con múltiples traslados, desapariciones y reapariciones en épocas oscuras, contextos bélicos o revolucionarios.

## Etimología
La traducción al castellano de la expresión vera icon o vera icona sería "verdaderas imágenes": vera, «verdadera» en latín; icon, latinización de eikon «imagen» en griego, especialmente referido a las imágenes pictóricas devocionales (iconos). Esta etimología, que ha generado la denominación tradicional de estas reliquias, probablemente se originó en una mixtificación de la del nombre Verónica, derivado de Berenice, forma dialectal macedonia de Φερενίκη (Ferenice), «portadora de la victoria». La traducción de la expresión non manufactum sería "no hecho por manos" [humanas].
La palabra griega medieval transcrita habitualmente como achiropiite, achiropita, acheiropoietos,>(αχειροποίητα, de χείρ khéir -«mano»- y ποιέω poiéo -«hacer» o «crear», como en poiesis, «creación», «producción», de donde proviene «poesía»-), puede traducirse como «hecho sin manos». Hay un mínimo uso de las palabras castellanizadas «aquiropoeta» (con el adjetivo «aquiropoético»), «aqueiropoieta», «aqueiropoyeta», «aquiropoieta» y «aquiropoyeta». El término en singular es acheiropoieton.

## El concepto antes del cristianismo
Que las imágenes de culto sean de origen sobrenatural es un concepto muy anterior al cristianismo, y aparece en todas las religiones. En Cicerón se recoge que una imagen de Ceres era non humana manu factum sed de caelo lapsam («no hecha por mano humana, sino caída del cielo según la creencia general»). Así reproducía en latín el concepto griego de Diipetés («arrojado por Zeus»), que se aplicaba a algunas imágenes de diosas que actuaban como palladion (protectoras de ciudades), como la de Palas Atenea que protegió a Troya (hasta que fue robada), llegó a Roma y fue utilizada por Constantino para proteger Constantinopla, ocultándola bajo la columna de pórfido de su estatua; y la de Artemisa en Éfeso.

## Síndone,Verónica,Mandylion,UronicayCamulianaySudario

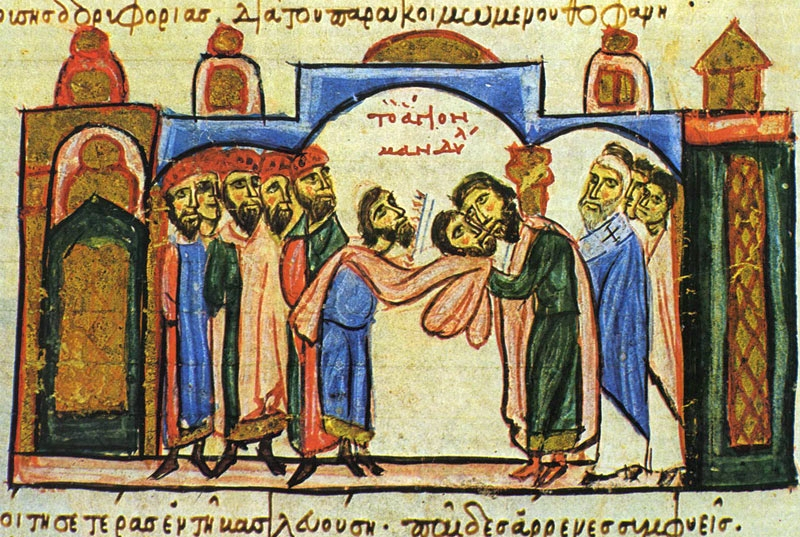
Entrega del Mandylion a los bizantinos en 944. Ilustración del folio 131a del Skylitzes Matritensis.

Entre las más destacadas Vera icon, están las vinculadas a la Pasión de Cristo: la Síndone o Sábana Santa de Turín que reflejaría el cuerpo entero, (al suponerse que es el lienzo usado durante el entierro de Cristo  y que envolvió todo su cuerpo); y el paño de la Verónica (o Verónica a secas —Vera icona—, que habría conservado la cara ensangrentada de Jesús que una enigmática mujer enjugó durante el Viacrucis). El hecho de que haya al menos cuatro lugares que afirman custodiar esta reliquia (denominada también «Santa Faz» o «Santo Rostro» —Volto Santo en italiano, Sainte Face en francés—) ha provocado la interpretación de que el paño estaba doblado cuando Verónica lo pasó por el rostro de Cristo, y sus dobleces habrían permitido dividirlo en varias piezas, todas con la impresión del rostro. Además de la de San Pedro de Roma, dos estarían en España: la Santa Faz de Alicante y el Santo Rostro de Jaén (catedral de Jaén). Pero de hecho hay más: en Besançon se conserva un velo que tiene algunos rasgos del rostro de Cristo, y otras reliquias semejantes en Compiègne, la catedral de Santo Domingo de la Calzada, San Marcos de Venecia, la catedral de Laon, etc. El hecho es que la ubicación de la reliquia, que se consideraba entre las poseídas por el Papa desde la Edad Media (se la cita entre las exhibidas en el Año Santo de 1300) hasta el saco de Roma de 1527, no se puede determinar con claridad; tras el saqueo se dio por perdida, por hallada nuevamente, por vuelta a perder durante la reforma de su capilla en San Pedro en 1608, se copió varias veces, se prohibió su copia, ordenando destruir las ya realizadas[¿quién?][¿cuándo?], y dejó de exhibirse públicamente desde el siglo XVII (excepto del 3 al 7 de diciembre de 1854, durante la preparación de la proclamación del dogma de la Inmaculada), conservándose en la cámara-relicario abierta en el pilar suroccidental de la cúpula de la basílica de San Pedro, sobre una escultura colosal de Santa Verónica (de Francesco Mochi, 1632).
Aunque la historia de sus reliquias se superpone y confunde con las de la Verónica, otro origen completamente distinto tendría teóricamente el Mandylion o Santo Rostro de Edesa; una tela que se habría impreso milagrosamente a partir del rostro de Cristo en una ocasión anterior, una presunta correspondencia (citada por Eusebio de Cesarea) entre el propio Cristo y Abgar, príncipe de aquella ciudad (su identificación o no con un personaje contemporáneo -Abgar V- es algo discutible, siendo más posible su vinculación a Abgar IX, que se convirtió al cristianismo hacia el año 200). Cristo habría adjuntado a su carta un lienzo con el que enjugó su rostro, quedando así impreso en él. La imagen habría demostrado su virtud milagrosa con varios prodigios, como el derribo de un ídolo pagano, su duplicación en los ladrillos que la tapaban (keramidion), y la protección a la ciudad frente a los persas (609). Siglos después de la toma de Edesa por los musulmanes (638), ambas imágenes (la de lienzo y la de ladrillo) fueron adquiridas por los bizantinos (944), que las llevaron a Constantinopla. Allí sufrieron la misma suerte que la Síndone entre el botín tomado por los cruzados en el saqueo de 1204. Varias imágenes han sido identificadas con el Mandylion de tela (en París -desapareció de la Sainte Chapelle durante la Revolución francesa-, Génova -Volto Santo de Génova, en la iglesia de San Bartolomé de los armenios, desde 1348- y Roma -en la capilla papal de la sala de la condesa Matilde del Palacio Apostólico Vaticano, que durante la Edad Media perteneció a las clarisas de San Silvestro in Capite Hay incluso algunos autores que argumentan la posibilidad de que Mandylion y Síndone fueran en realidad el mismo objeto. En todo caso, el Mandylion era el acheiropoieton más prestigioso en el periodo altomedieval.
También está el Volto Santo de Manoppello, una doble imagen visible desde ambas caras de un raro tejido transparente que se conserva en Manoppello desde el siglo XVI o el XVII, se ha propuesto su identificación tanto con el Mandylion como con el velo de la Verónica (quizá con la Santa Faz de Roma, que desapareció al menos dos veces -en 1527 y quizá en 1608-, y su recuperación siempre fue puesta en duda) y su asociación con la Sábana Santa y el sudario de Oviedo (con cuyos rasgos esenciales puede superponerse). No debe confundirse con dos imágenes escultóricas del Crucificado que la tradición atribuye a Nicodemo: el Volto Santo de Lucca y el Volto Santo de Sansepolcro.
Una imagen con fama de milagrosa, llamada Uronica, se conserva en la capilla del Sancta Sanctorum de la iglesia de la Escalera Santa junto a San Juan de Letrán. Se decía que había sido pintada por San Lucas con ayuda de los ángeles; y que tenía tanto poder que un papa quedó ciego por haberla contemplado desde demasiado cerca, o al menos esa fue la razón que dieron a Giraldus Cambrensis para no enseñársela durante su estancia en Roma a comienzos del siglo XIII. La imagen había sido fuertemente restaurada en la época del papa Inocencio III.
Aparte de esto, no se debe confundir todo lo anterior con el llamado Sudario de Oviedo el cual no muestra propiamente una imagen del rostro de Cristo, sino lo que se cree son manchas de sangre impregnadas de la cara de Jesús, al ponerle ese lienzo después de muerto.
Durante la iconoclasia se destruyeron las copias de la llamada imagen Camuliana o de Camulia (antigua localidad de Capadocia también llamada Camuliana o Kamoulia), que se apareció milagrosamente a una mujer que dudaba de la existencia y divinidad de Cristo porque no podía verlo; la imagen también tuvo la virtud de duplicarse en las ropas donde la mujer la había guardado. Fue la primera imagen cristiana llevada en procesión para obtener fondos, imitando la tradición que en las provincias romanas se llevaba a cabo con los retratos imperiales (entre los años 560 y 574); una vez en Constantinopla pasó a utilizarse como imagen protectora del ejército bizantino (palladion), llevándose a las batallas. Se ha propuesto que la Camuliana estableció el canon de representaciones de Cristo, siendo el modelo del icono de Cristo Pantocrátor

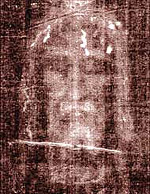
Negativo fotográfico de parte de la Sábana Santa de Turín.
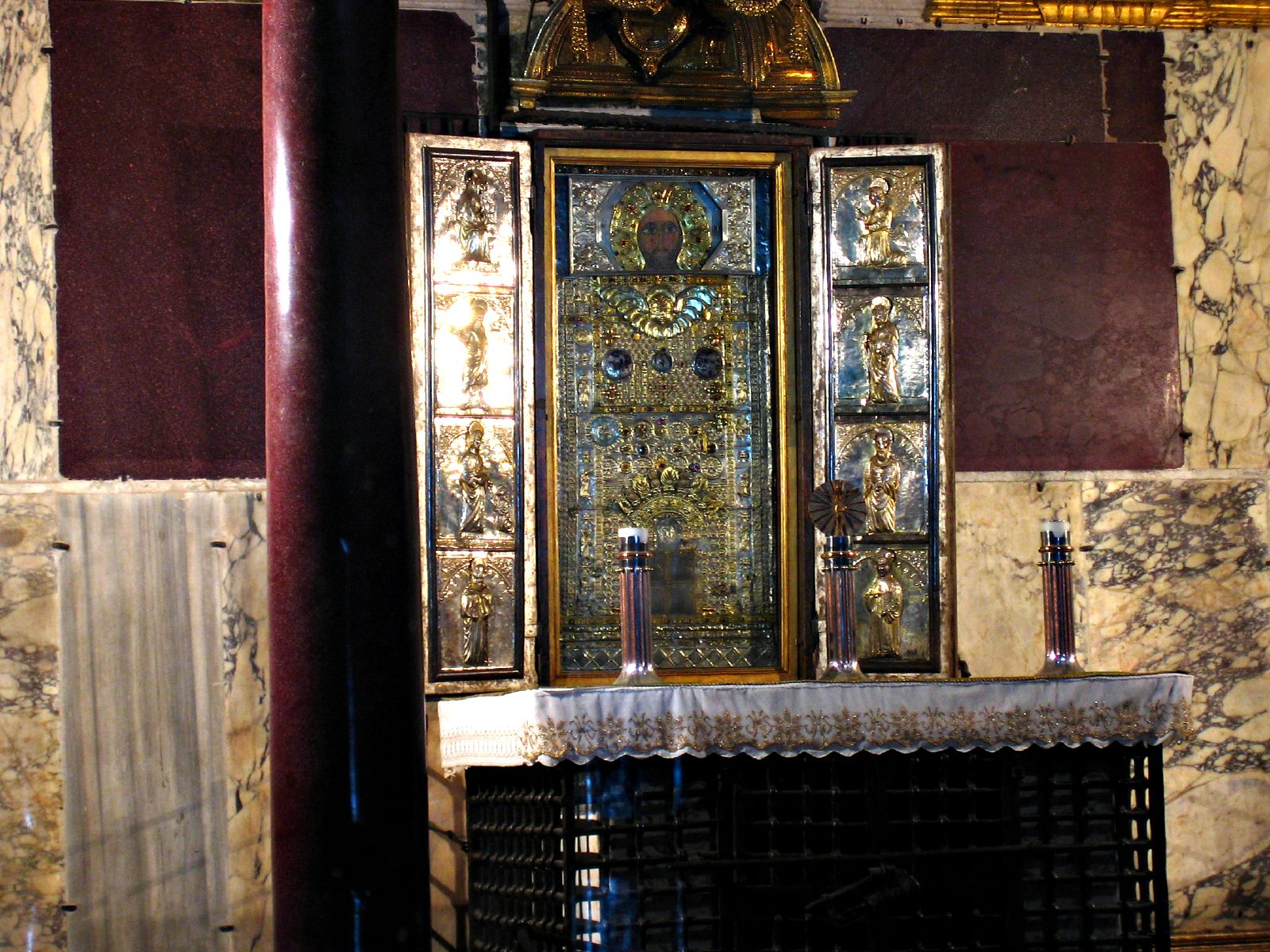
Relicario del Sancta Sanctorum del Palacio de Letrán.
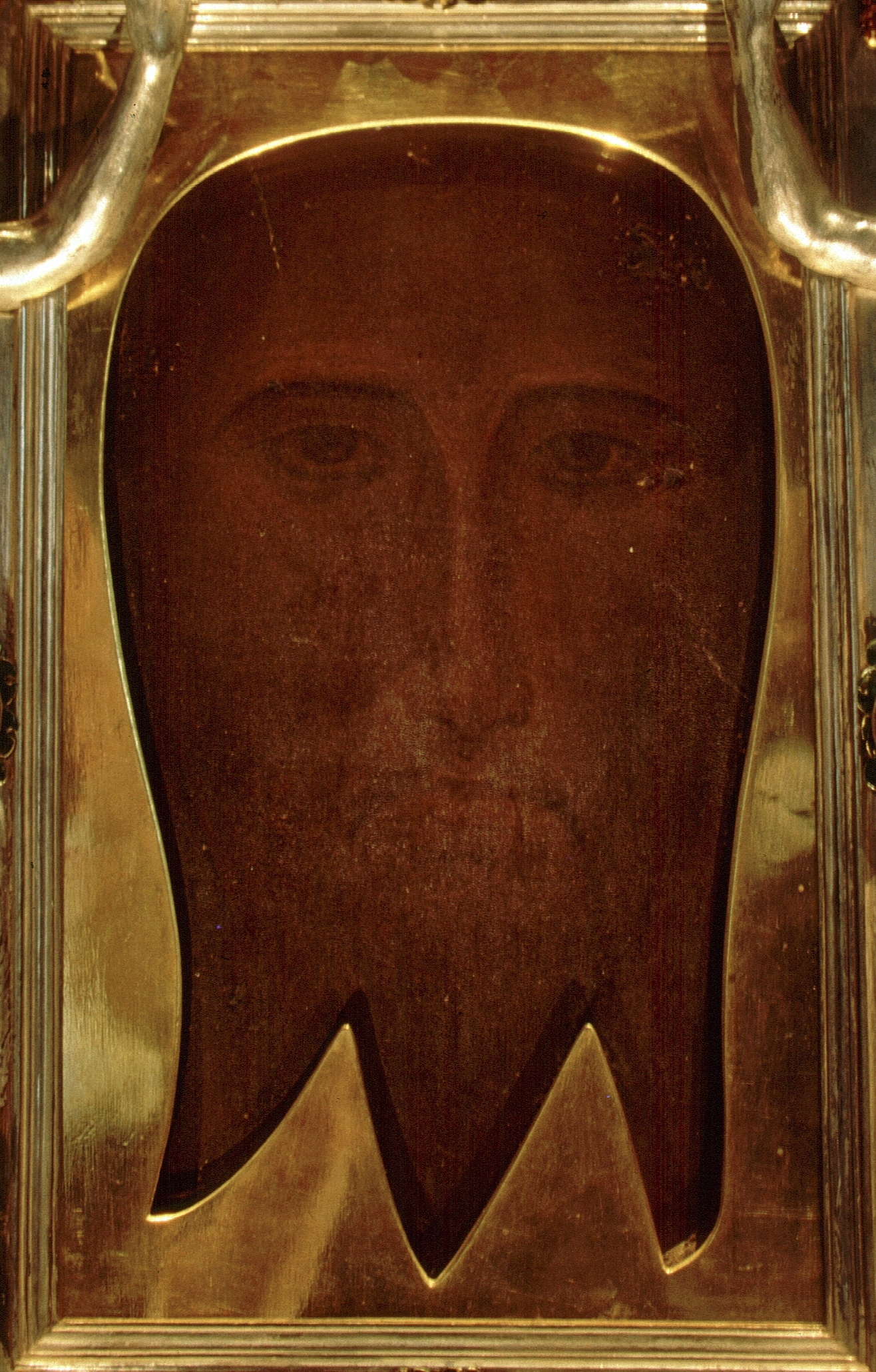
Mandylion de la capilla papal.
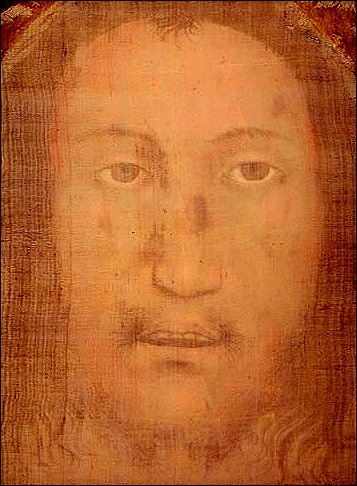
Volto Santo de Manoppello.
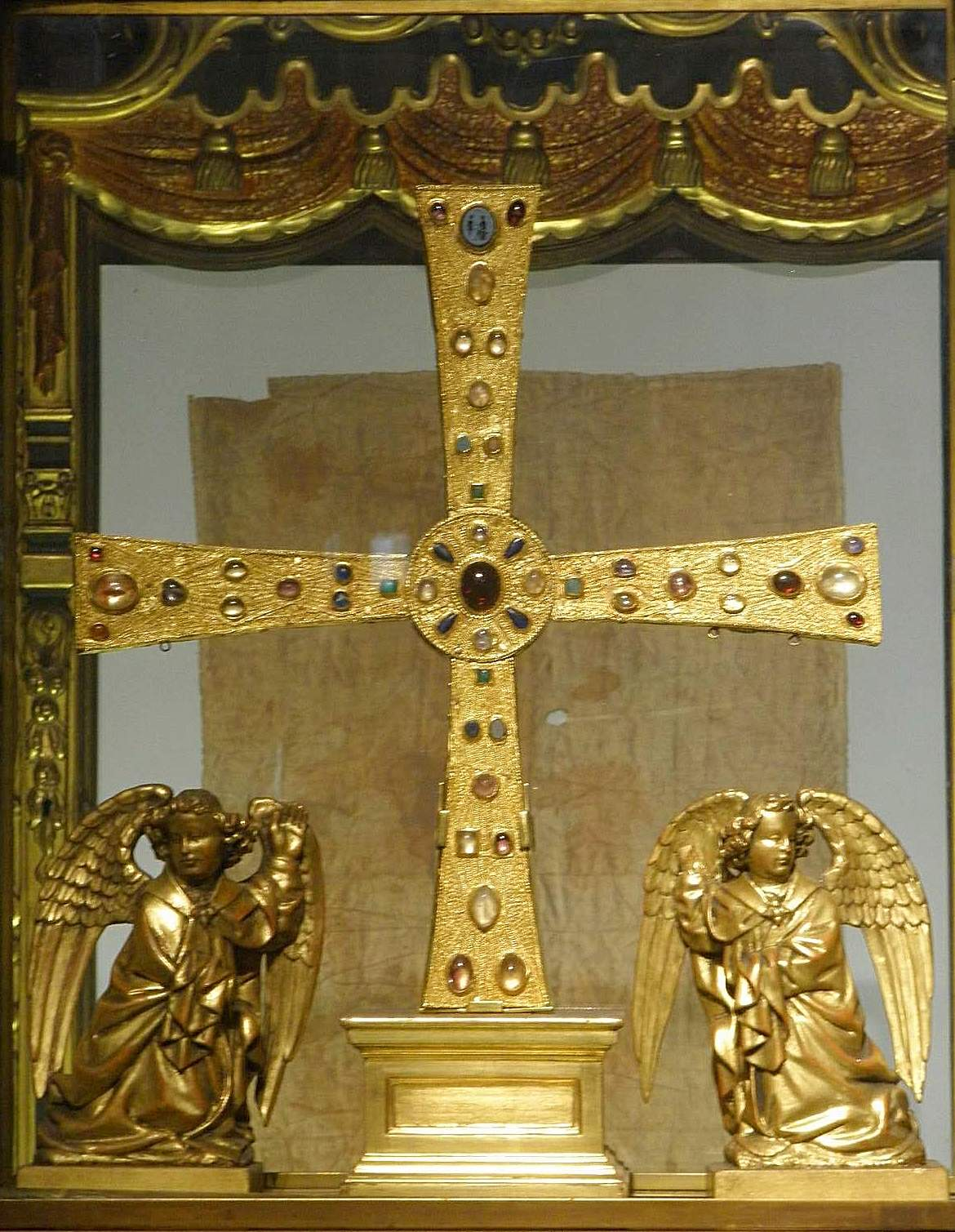
Santo Sudario de Oviedo (tras la Cruz de los Ángeles).

## Imágenesacheiropoietosde la Virgen

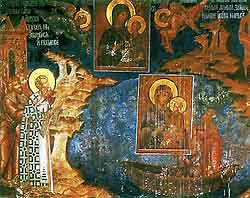
El patriarca Germano I de Constantinopla y la imagen de la Virgen del Lydda (Lýddskaya) atravesando milagrosamente el mar. Icono ruso del.

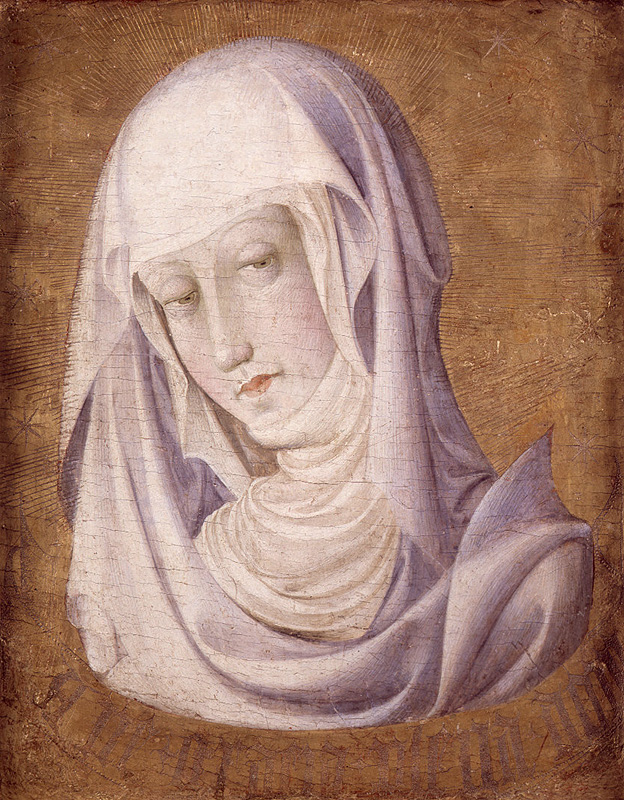
Verónica de la Virgen (hacia 1405 o 1410), de Gonçal Peris (Museo de Bellas Artes de Valencia), «vera efigies» de la Virgen María basada en el retrato efectuado por san Lucas de la Virgen.

En un documento iconódulo de 836, la carta de los tres patriarcas de Oriente a Teófilo, que pretende ser resultado de un concilio, se recogen siete (en otra fuente nueve) imágenes acheiropoietos, sólo una de las cuales responde al modelo de una reliquia contemporánea de Cristo (el Mandylion, que se indica que todavía se encuentra en Edesa). Otro es un icono de Cristo que San Germano salva de la persecución iconoclasta de León III arrojándolo al mar, y que milagrosamente llegó a la desembocadura del Tíber, donde lo habría recogido el papa Gregorio II, que lo depositó en la basílica de San Pedro. Otros dos son iconos que sangraban milagrosamente al sufrir heridas infligidas por escarnecedores judíos (en otra fuente también de paganos, árabes, persas, locos, iconoclastas...), uno con una lanza y otro con una espada, que además lo arrojó a los pozos de Santa Sofía, de donde brotaron olas de sangre. Tres casos son imágenes de la Virgen: una de mano de San Lucas y dos vinculadas a la ciudad de Lydda (Diospolis, actual Lod, cerca de Jerusalén); de éstas una sería escultórica, tallada por San Pedro a petición de un tal Aenea o Ainea (o bien aparecida milagrosamente en una columna de una iglesia que habrían construido en su honor los apóstoles Pedro y Juan, fuera por apoyarse la Virgen en ella o sin necesidad de desplazarse al lugar), y de la otra, en otra fuente se indica que tendría tres codos de altura y que apareció milagrosamente en otra iglesia.
Del icono de la Virgen de Lydda se dice que resistió milagrosamente los intentos de Juliano el Apóstata por destruirla, y que durante la querella iconoclasta fue protegida por San Germano, que obtuvo una copia y la mandó a Roma (o bien fue la misma imagen la que, en un solo día, cruzó milagrosamente el mar enhiesta sobre las aguas). Allí se exhibió en San Pedro, obrando muchas curaciones; en el año 842 la imagen pasó a Constantinopla, donde su retorno se celebraba con solemnidad y se la llamaba "el icono romano" o "María la Romana" (Rhomaia). El monasterio de Neamts (Rumanía) sostiene que posee la imagen, que habría estado en un monasterio constantinopolitano (que nombran como Heleopatra -sic-) hasta 1401, cuando el emperador Manuel Paleólogo lo habría ofrecido junto con otros dos iconos para sellar la alianza con el reino moldavo. Según otras fuentes, el lugar de Constantinopla donde se custodió la imagen, junto con el cíngulo de la Virgen, fue una capilla-relicario (soros) de la iglesia de la Theotokos de Chalcopratia, que dio nombre a una tipología de representación mariana (intercesora, girada hacia un lado); y en la tradición eslava a la Virgen de Lydda (o Lýddskaya). Parte de esta leyenda coincide con la que se atribuye al icono denominado Salus Populi Romani, que todavía se conserva en Roma.
Los llamados en alemán Lukasbild son un grupo de iconos a los que fue atribuyéndose un origen muy especial, aunque no fueran propiamente acheiropoietos:

Aún no se ha arrojado luz sobre el origen de la leyenda de san Lucas pintor. Un testimonio del siglo VI, cuando quizá surgió, es cuestionable. La historia eclesiástica compilada por Teodoro Lector es fiable cuando trata de las tres iglesias marianas de la emperatriz Pulqueria (en torno al año 450). sin embargo, el pasaje en el que se dice que Pulqueria recibió de su cuñada Eudoquia una imagen de María pintada por san Lucas procedente de Jerusalén, es un texto añadido posteriormente. Entretanto, dos de las tres iglesias marianas de Pulqueria poseían célebres reliquias de vestiduras. La tercera, en la que más tarde se veneró el icono de la Hodegetria, pudo motivar la leyenda de la imagen de san Lucas, que también era una reliquia, puesto que dicha imagen, según el relato, llegó desde Jerusalén al igual que el manto y el cíngulo de la Virgen.A finales del siglo VI las imágenes marianas ya no eran rarezas. Algunas tablas conservadas en Roma y en Kiev parecen datar de esta época, si es que no son aún más antiguas, aunque no sabemos a cuál de ellas se refería la leyenda de san Lucas ni cuándo sucedió. A principios del siglo VIII la leyenda era ya tan conocida que prominentes teólogos griegos apelaban a una imagen de san Lucas en Roma para hacer frente a los iconoclastas. También los tres patriarcas orientales lo hicieron cuando escribieron al emperador Teófilo, citando de entre doce imágenes milagrosas cinco representaciones de María. En Constantinopla, no hay atestiguadas imágenes de san Lucas hasta más tarde, pero una temprana podría haber desaparecido en la confusión de la querella iconoclasta. La leyenda de la imagen no pintada y otras relacionadas con el culto parecen haberse ligado a iconos de la Virgen antes de que lo hiciera la leyenda de san Lucas.
Hans Belting

El más antiguo de los Lukasbild era el icono denominado Hodegetria u Odighitria (Ὁδηγήτρια, "la que enseña el camino"), que inicialmente era un díptico traído de Tierra Santa a Constantinopla por la emperatriz Elia Eudocia (438-439), en una de cuyas tablas se representaba a Cristo crucificado y en otra a la Theotokos de cuerpo entero (no únicamente de medio cuerpo o de busto como en la práctica totalidad de las copias posteriores). Para custodiarlo se levantó el Monasterio de Hodegon o de la Panaghia Hodegetria. Dado por perdido (o destruido mientras era llevado en procesión la víspera de la toma de Constantinopla por los turcos, 28 de mayo de 1453), varios iconos llegados a Italia y a Rusia reclaman ser éste.
Gran similitud con los acheropoietos medievales tiene la narración de la formación milagrosa de la imagen de la Virgen de Guadalupe en el ayate del indio mexicano Juan Diego (1531).

### Acheiropoietosde Salónica
El Acheiropoietos de Salónica o basílica de Acheiropoietos es una iglesia bizantina del siglo V en la ciudad de Salónica, denominada así desde 1320, a causa de los milagros atribuidos a una imagen de la Panhagia odighitria (la "Santísima Virgen que muestra el camino").

### Achiropitade Rossano
La catedral de Rossano tiene como advocación a María Santísima Achiropita.

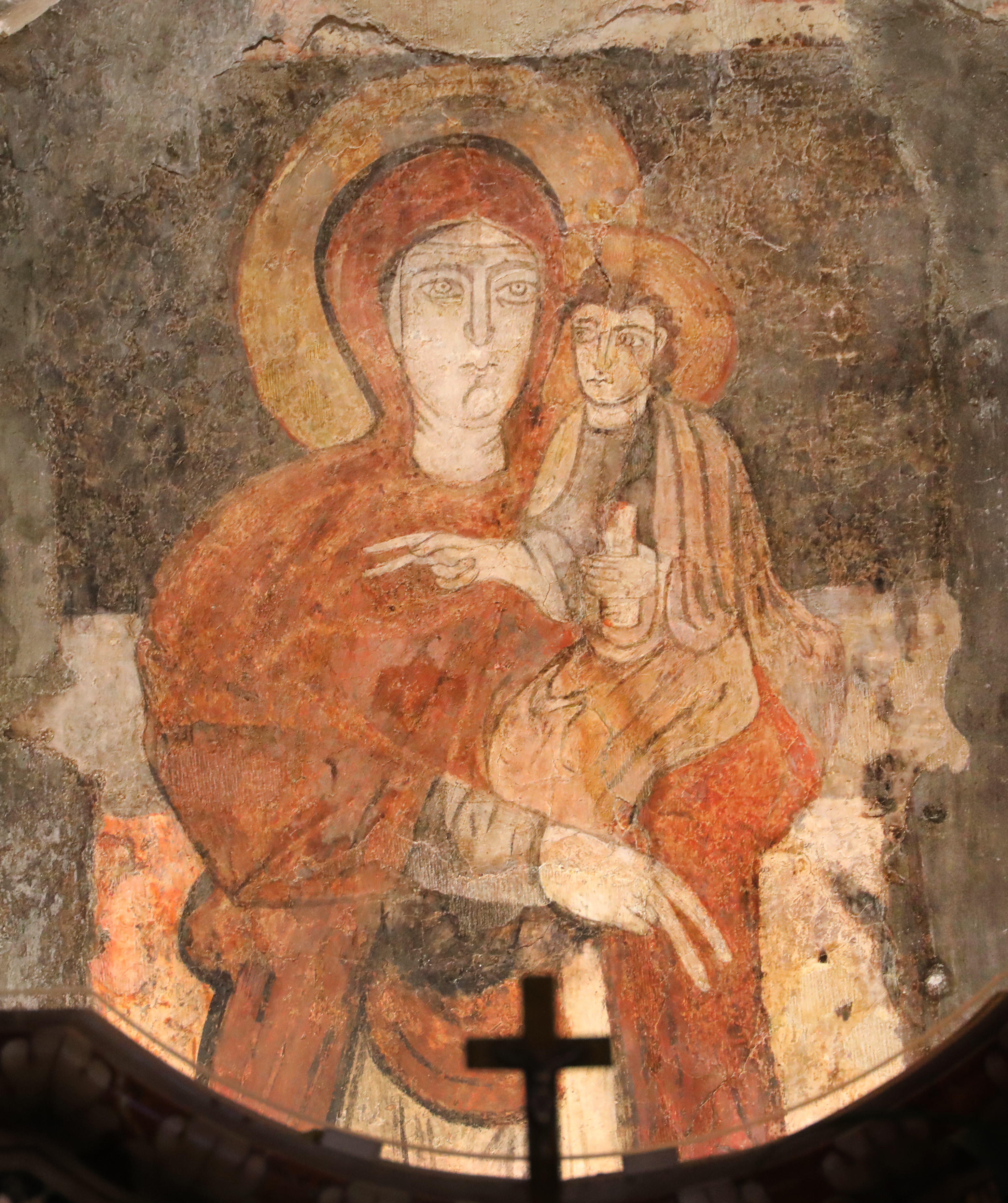
Icono de la Achiropita de Rossano

## Imagenacheiropoietosde San Esteban
Únicamente hay un caso registrado de imagen de un santo considerada "hecha por manos no humanas": una sobre tela de San Esteban en el Norte de África.
Existe también un santo iconódulo con el nombre de Esteban: Esteban el Joven, del siglo VIII.

## Iconografía
En la tradición bizantina, la mirada de Cristo se dirige hacia un lado, desviándose del eje del rostro; porque se pretende que "el fuego de los ojos" refleje "la vida del alma", liberada de la corporalidad, mientras el cuerpo se somete a una quietud hierática. Los propios emperadores imitaban esa pose, establecida como canon en los iconos, para producir una impresión de majestad.
En la pintura occidental es más frecuente que la imagen mire directamente al fiel que la contempla.
Son habituales la adición de otros elementos, como ángeles que sostienen el paño o sudario; y en el caso de que el tema se identifique con la Verónica, una mujer que la representa.

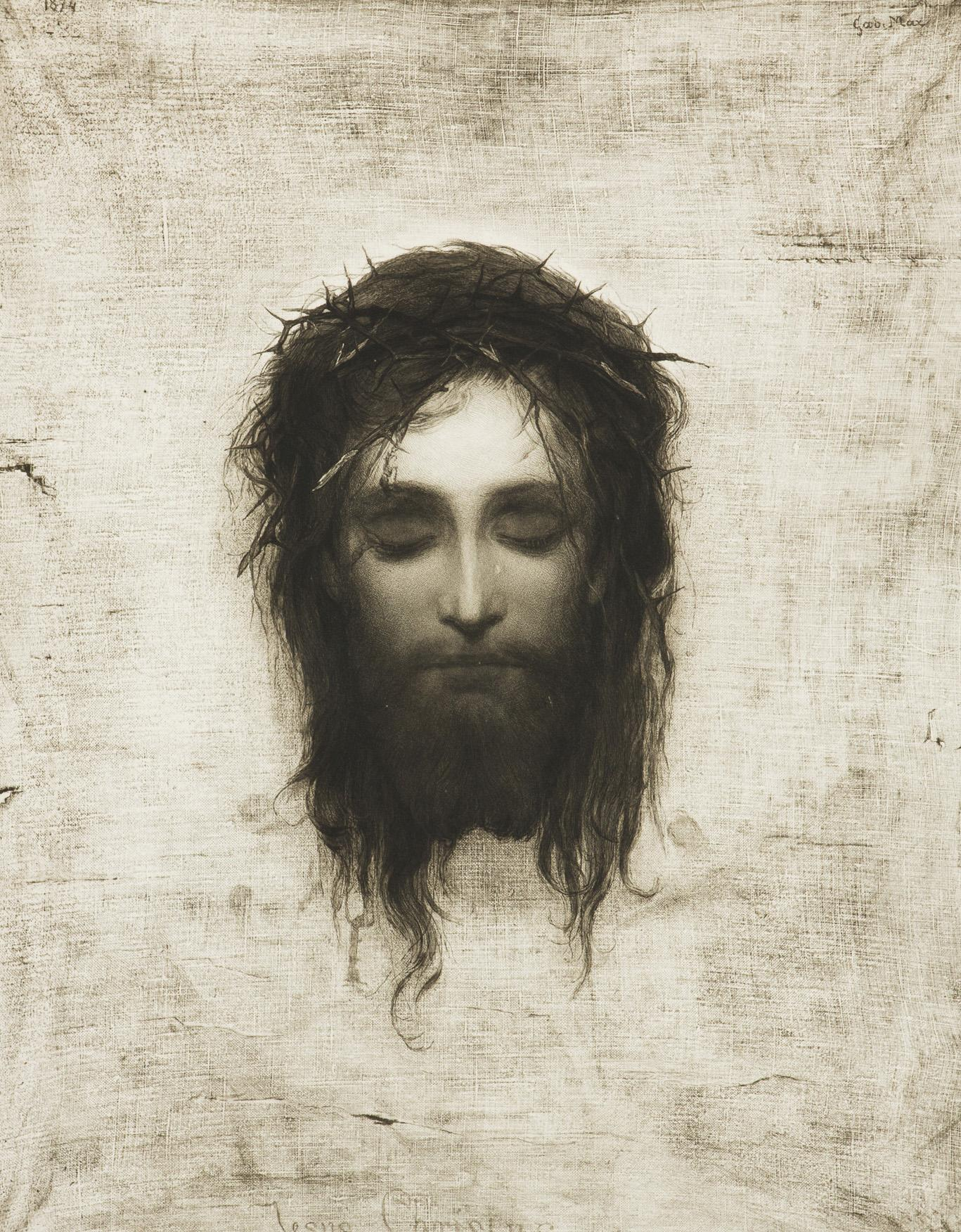
Gabriel von Max, 1915.
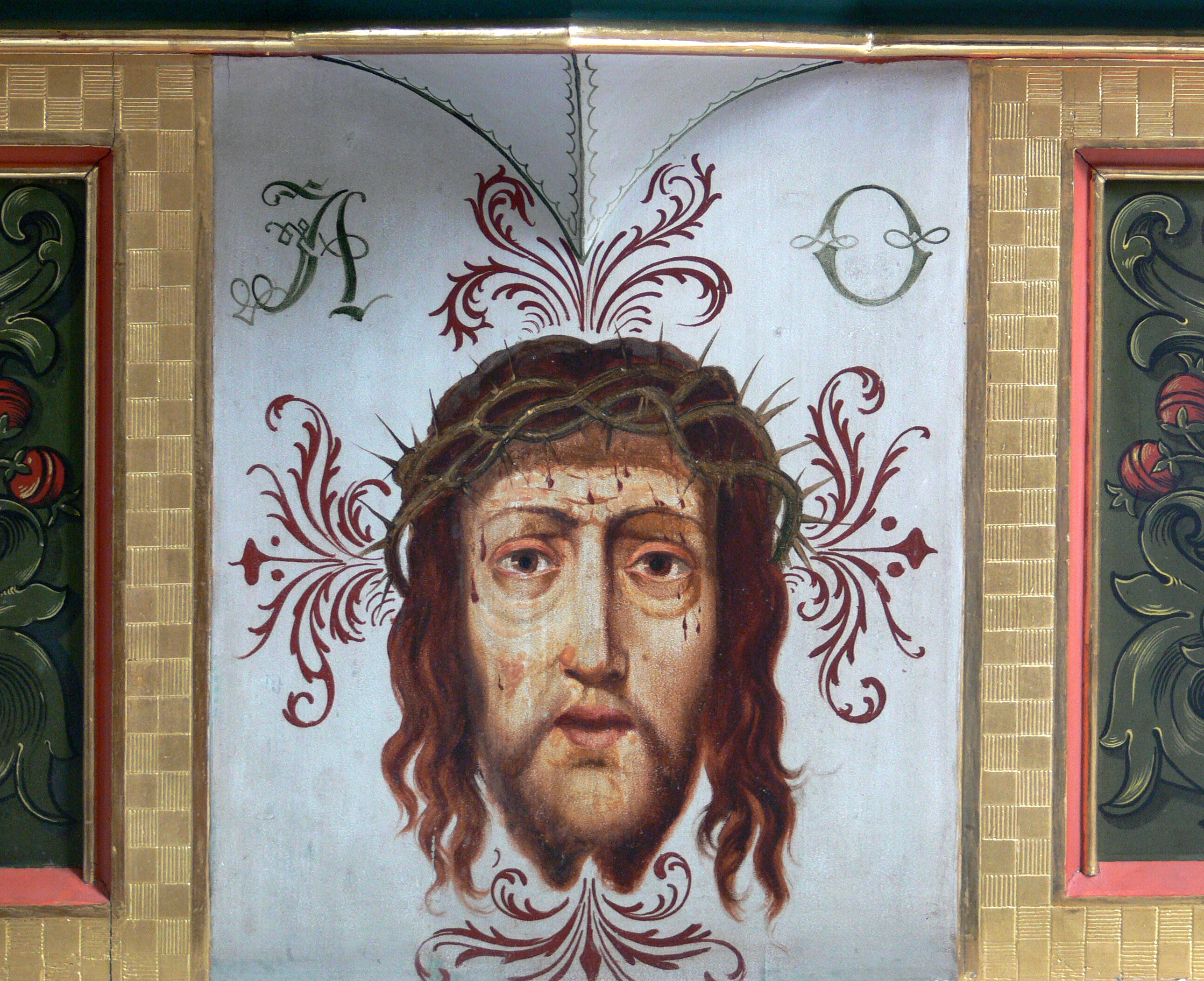
Predela de retablo en la iglesia de la Visitación de Meersburg, 1898.
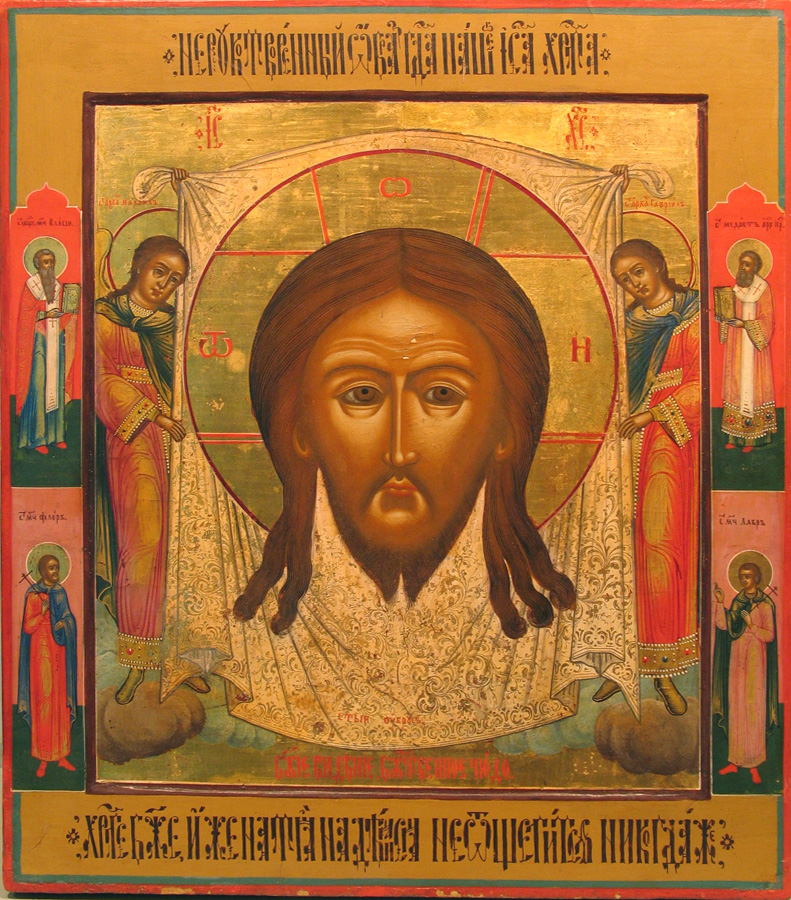
Anónimo de Rusia central, finales del siglo XIX.
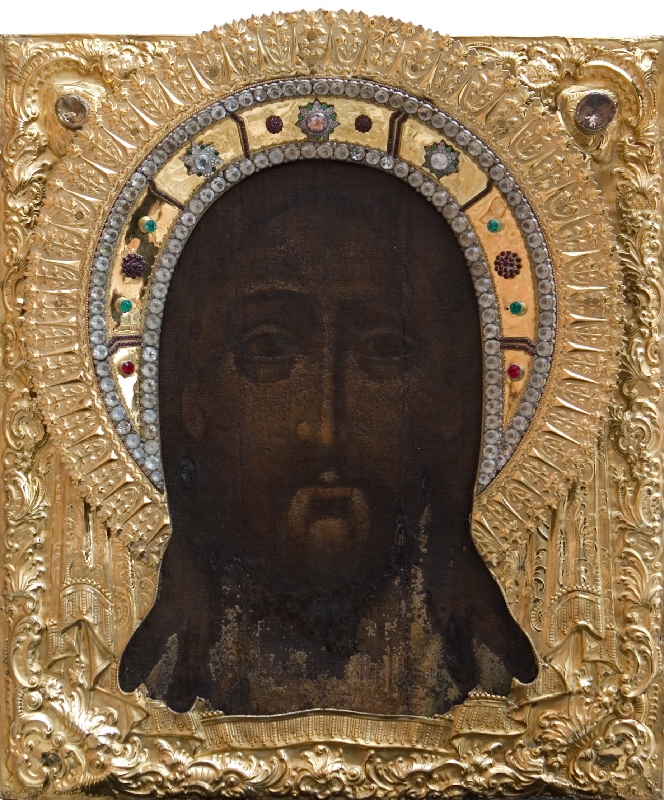
Catedral de la Trinidad (Sarátov),
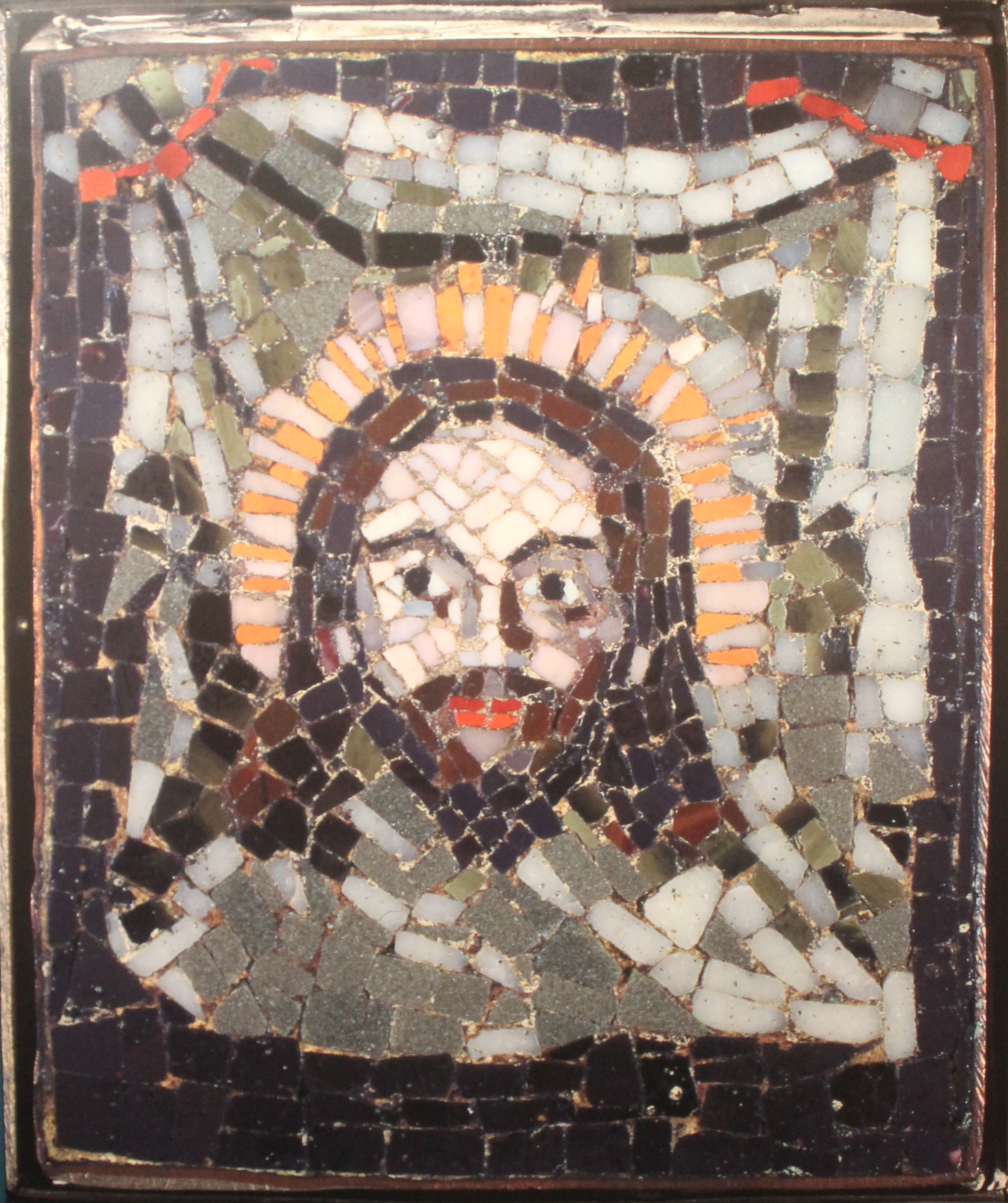
Mijail Lomonósov, 1753.